# Friedrich von Praun

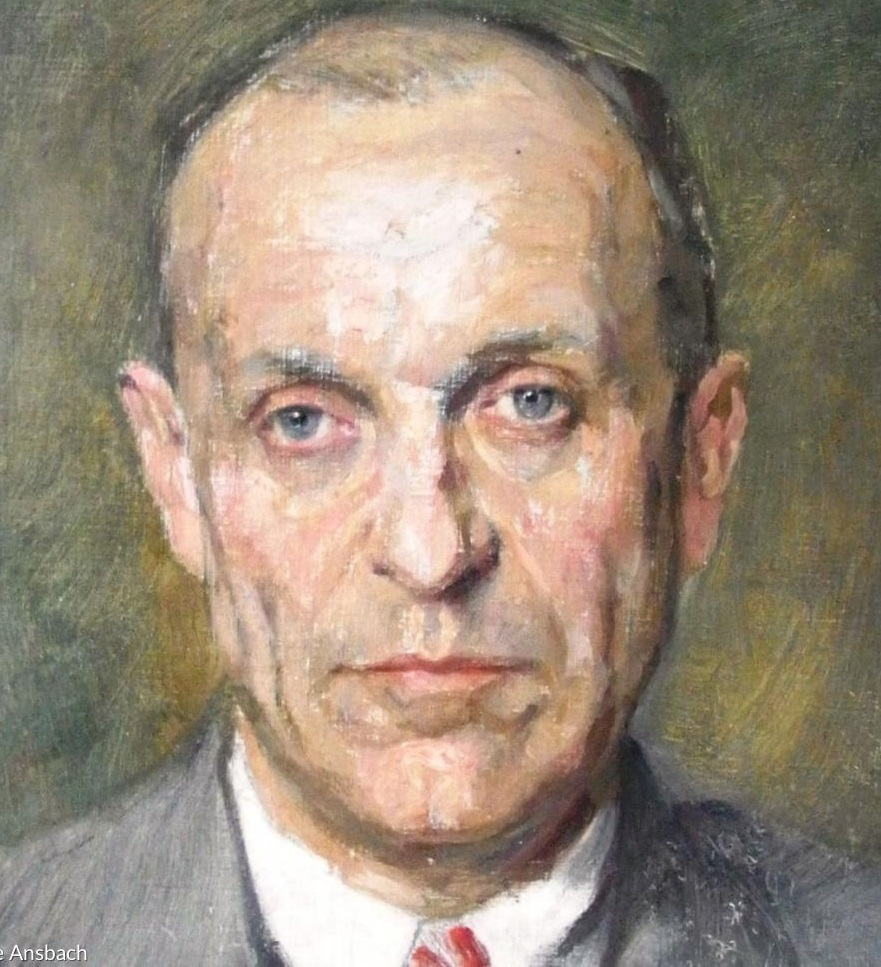
Friedrich von Praun, porträtiert 1940 von Hermann Kauffmann (1873–1953)

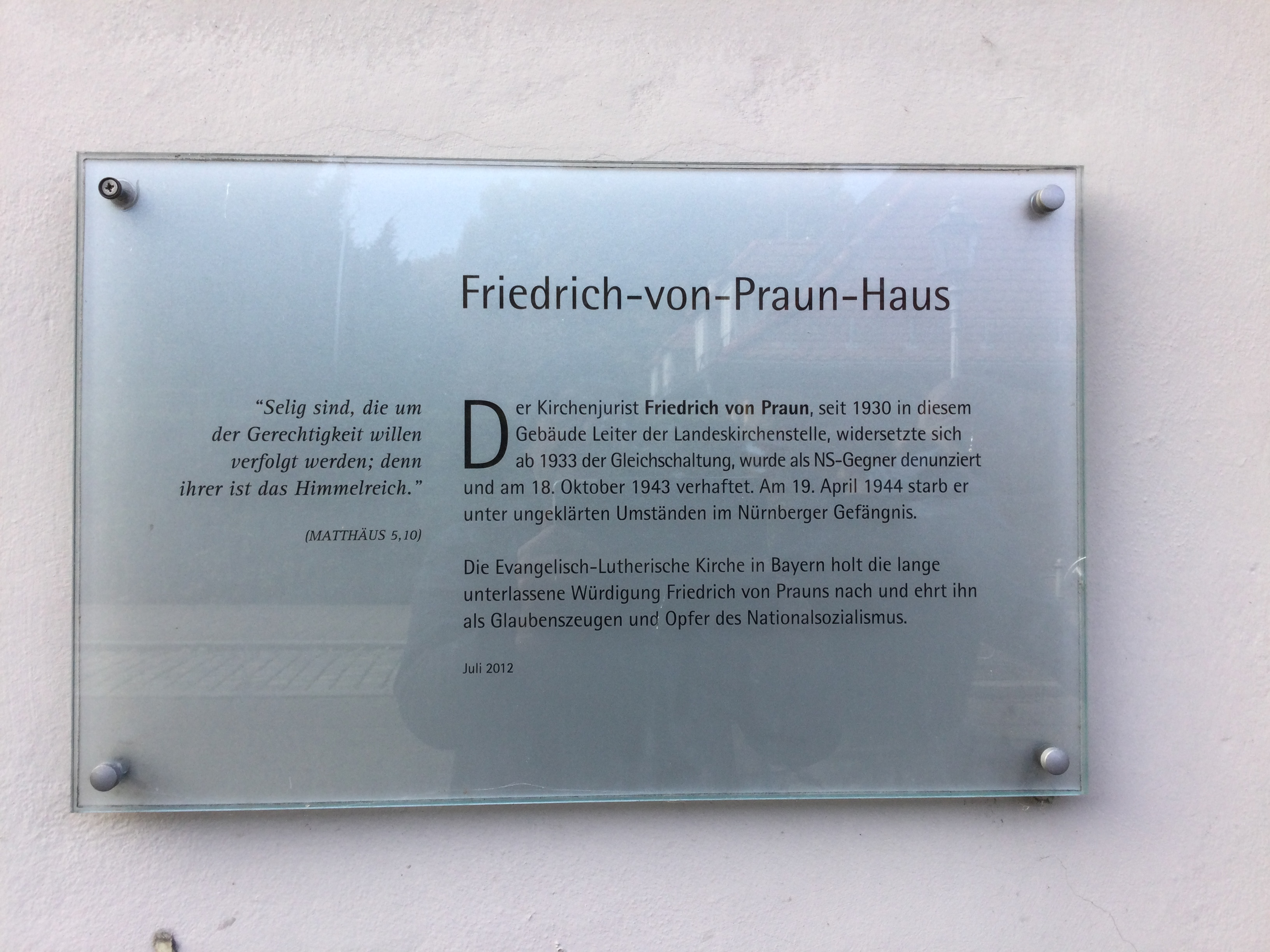
Gedenktafel Landeskirchenstelle Ansbach

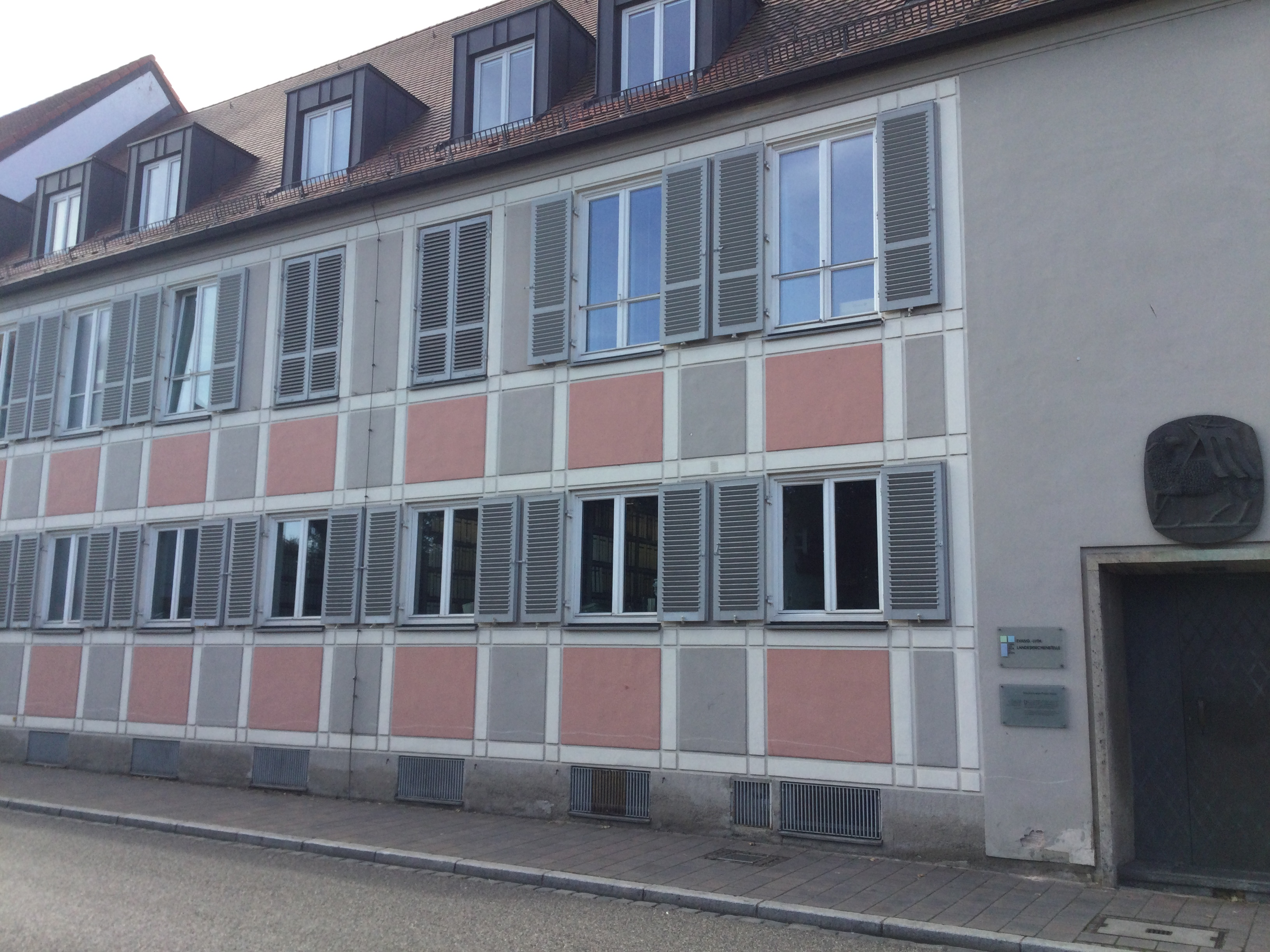
Landeskirchenstelle Ansbach

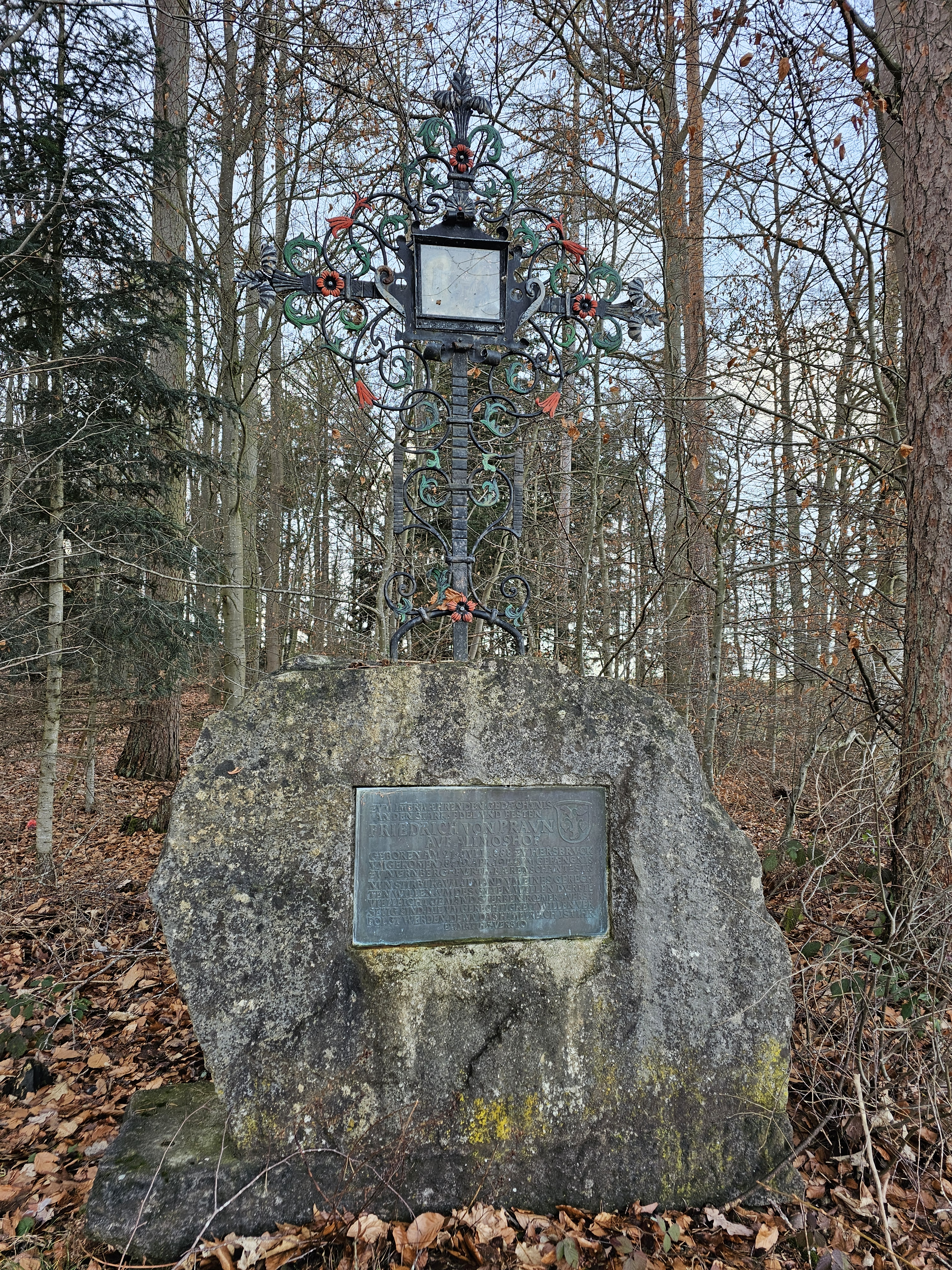
Gedenkkreuz für Friedrich von Praun in Fichtenau

Friedrich von Praun (* 21. Juli 1888 in Hersbruck; † 19. April 1944 in Nürnberg) war ein deutscher Gutsverwalter, lutherischer Oberkirchenamtmann und Gegner und Opfer des NS-Regimes.

## Leben
Friedrich von Praun-Almoshof entstammte der alten Patrizierfamilie Praun, die Vorfahren wurden 1813 nobilitiert. Er wurde als Sohn des Oberlandesgerichtsrats Sigmund von Praun (1840–1914) und der Sophie Freiin Haller von Hallerstein (1858–1937) geboren. Nach dem Abitur in Nürnberg am Melanchthon-Gymnasium studierte er Jura. 1918 war Praun kurzzeitig in Berlin im Kriegsministerium, 1919 wurde die juristische Ausbildung abgeschlossen. 
Friedrich von Praun heiratete am 9. März 1920 in Urach Irene Freiin von Seckendorff-Gutend (1888–1975), Tochter des Politikers Erwin von Seckendorff-Gudent und der Maria Freiin von Soden. 
Auch 1920 erhielt Praun die Zulassung als Anwalt. Seit 1923 war Friedrich von Praun Generalbevollmächtigter des 209 ha Ritterguts Unterdeufstetten mit Schloss Unterdeufstetten, das zu diesem Zeitpunkt die Rechtsform eines Familienfideikommisses hatte. Wohnsitz seiner Familie war Anfang der 1920er Jahre München. Praun wurde Kirchenamtmann in der Finanzzweigstelle Ansbach der Evangelisch-Lutherischen Kirche in Bayern, 1936 deren Direktor. Er war Mitglied der Bayerischen Genossenschaft des Johanniterordens, wurde 1922 Ehrenritter und 1927 Rechtsritter. Fast zeitgleich übernahm Praun die Aufgabe des Werkmeisters der Johanniter in Bayern und war hier im Konvent. Dort war er neben dem Kommendator Albrecht Graf zu Pappenheim und Wilhelm Freiherr von Pechmann aktiv für die Kongregation tätig. 
Bereits 1932 hielt Praun ein Referat gegen „Die nationale Gottlosenbewegung der Schwarzen Front (Nationalbolschewismus)“ und warnte auch vor den Deutschen Christen, da das Gebot der Nächstenliebe nicht durch Rasse oder Volkstum eingeschränkt sei. Lebenslang verweigerte er den Hitlergruß. Wegen einer defätistischen Äußerung anlässlich eines Luftangriffs auf Nürnberg im August 1943 wurde er denunziert und daraufhin verhaftet. Am 4. April 1944 stand er wegen „Heimtücke“ in Nürnberg vor Gericht. Der Richter Rudolf Oeschey überwies den Fall jedoch wegen Verdachts auf Wehrkraftzersetzung an den berüchtigten Volksgerichtshof. Zwei Wochen später starb von Praun unter ungeklärten Umständen, vielleicht durch Suizid unter der physischen und psychischen Misshandlung, im Gefängnis in Nürnberg.
Friedrich und Irene von Praun hatten keine Nachkommen. Irene von Praun lebte in den 1960er Jahren mit ihren jüngeren nicht verheirateten Schwestern Lilly und Marie-Luise im Schloss Unterdeufstetten. Ein von seiner Witwe 1948 gestifteter Gedenkort im Wald von Fichtenau-Unterdeufstetten und eine 2012 in Ansbach an der Landeskirchenstelle angebrachte Tafel erinnern an ihn. 2018 wurde eine Friedrich von Praun-Stiftung errichtet.